# Goryphus varibalteatus
Goryphus varibalteatus är en stekelart som först beskrevs av Cameron 1905.  Goryphus varibalteatus ingår i släktet Goryphus och familjen brokparasitsteklar. Inga underarter finns listade i Catalogue of Life.